# Patrimonia
I Patrimonia furono l'insieme dei beni immobili (tra cui i latifondi) di proprietà della Chiesa cattolica in Italia. Essi furono amministrati dalla Chiesa di Roma come proprietà privata, quindi non vanno confusi con il potere temporale della Santa Sede come soggetto di diritto internazionale. 
Formatisi dopo l'Editto di Costantino (313), essi si accrebbero nei secoli seguenti, soprattutto per donazioni. Particolarmente estesi e redditizi furono i possedimenti della Chiesa in Sicilia.
In conseguenza di importanti avvenimenti, quali l'invasione della Sicilia da parte degli Arabi e la pressione dei Longobardi sui confini settentrionali dell'Esarcato d'Italia, nel corso dell'VIII secolo la Chiesa concentrò i propri possedimenti terrieri nell'Agro Romano (cioè nella campagna intorno all'Urbe), congiungendoli con i latifondi del ravennate e del Ducato di Spoleto (comprendente all'epoca l'Umbria e le Marche). 

## Elenco deiPatrimonia
Le proprietà terriere della Chiesa di Roma erano organizzate amministrativamente in complessi (patrimonia) che prendevano il nome dalla provincia o da una grande città. Al tempo di Gregorio Magno (590-604) erano i seguenti:
- Patrimonia Urbis;
- Patrimonium Ravennae et Histriae;
- Patrimonium in Dalmatia;
- Patrimonium in Corsica;
- Patrimonium in Sardinia;
- Patrimonium Siciliae;
- Patrimonium Galliae;
- Patrimonium Africae.

I Patrimonia non dovevano essere necessariamente uniti, ma potevano essere gruppi di terreni anche staccati dal nucleo centrale (ex corpore patrimonii). Ciascun patrimonio era amministrato da un rector dipendente direttamente dal Papa e residente nel Palazzo Laterano. Il rector aveva alle sue dipendenze alcuni funzionari. Il primo tra essi era il defensor, colui che amministrava la proprietà fondiaria. Vi erano poi i chartularii e gli actionarii.

### Patrimonia Urbis
Nell'Agro Romano (cioè nella campagna intorno all'Urbe) furono i seguenti:
- Patrimonium Tusciae (incluso tra la Via Aurelia e la Via Flaminia, nel quadrante settentrionale dell'Agro Romano);
- Patrimonium Tuscie Suburbanum (attorno alla Basilica di San Pietro in Vaticano);
- Patrimonium Sabinense o Carseolanum (sulla Via Salaria fino all'Abbazia di Farfa);
- Patrimonium Tiburtinum (incluso tra la Via Nomentana e la Via Tiburtina);
- Patrimonium Labicanum (sulla Via Labicana fino alla valle dell'Aniene);
- Patrimonium Appiae (sulla Via Appia fino ad Albano);
- Patrimonium Appiae Suburbanum (attorno alla Basilica di San Giovanni in Laterano).

### Patrimoniaesterni al Ducato romano
- Patrimonium Caietanum (attorno a Gaeta);
- Patrimonium Traiectum (sul Garigliano).